# ユニファイド・プロテクター作戦
ユニファイド・プロテクター作戦（ユニファイド・プロテクターさくせん、英:Operation Unified Protector）は当初北大西洋条約機構 (NATO) の海上作戦で国際連合安全保障理事会決議1970及び決議1973によりリビアに対する武器禁輸措置を実施するため行われている作戦である。
この作戦は第1常設NATO海洋グループ及び第1常設NATO対機雷グループに加え、NATO加盟国の艦艇及び潜水艦を動員して実施されている。その任務は「武器や傭兵の輸送が疑われる不審船の監視、臨検」とされており、3月23日より開始された。3月24日にリビア飛行禁止空域に関する指揮権について合衆国軍からNATOへの移譲について合意が成立し、同月27日に移譲された。さらに3月31日、すべての軍事指揮権がNATOに移譲され、合衆国のオデッセイの夜明け作戦は実質的に終了しNATOの本作戦に吸収されることとなった。

## 指揮系統
欧州連合軍最高司令部に対する政治的な決定は北大西洋条約機構理事会によって行われる。
全体の指揮命令は欧州連合軍最高司令官（NATO軍最高司令官）のジェームス・スタヴリディス海軍大将（アメリカ）が執り、戦術級の統轄指揮にはナポリ統連合軍司令部副司令官であるシャルル・ブシャール空軍中将（カナダ）があたる。また、ブシャール中将の指揮下において、海軍部隊の指揮をナポリ連合海軍部隊司令官のリナルド・ヴェリ海軍中将（イタリア）が、空軍部隊の指揮をイズミル連合空軍部隊司令官のラルフ・ジョディス2世空軍中将（アメリカ）がそれぞれ執ることとなった。

## 展開戦力

### 海軍部隊
- ベルギー軍
  - ベルギー海洋構成部隊
    - M 923 ナルシス (Narcis) （トリパルタイト型機雷掃討艇）[8]
- ブルガリア海軍
  - ドルスキ (Дръзки) （ドルスキ級フリゲート）[9]
- カナダ統合軍
  - カナダ統合軍海上軍
    - シャーロットタウン (FFH-339) （ハリファックス級フリゲート）[10] （モバイル作戦から転属）
    - CH-124 シーキング 対潜哨戒ヘリコプター 1機
- フランス海軍 （ アルマッタン作戦から転属[11]）
  - 海軍戦闘部隊 (Task Force 473)[12]
    - シャルル・ド・ゴール (R91) 航空母艦
      - ラファール M 戦闘機 10機
      - シュペルエタンダール 攻撃機 6機
      - E-2C 早期警戒機 2機
      - AS 365 ドーファン 多機能ヘリコプター 2機
      - アルエットIII 汎用ヘリコプター 2機
      - フランス空軍からの派遣隊として SA-330 ピューマ 1機及び EC725 カラカル 輸送ヘリコプター 2機

    - ジャン・バール (D615) （カサール級駆逐艦）（2011年4月2日まで[13]）
    - デュプレクス (D641) （ジョルジュ・レイグ級駆逐艦）
    - アコニト (F713) （ラファイエット級フリゲート）
    - ムーズ (A607) （デュランス級補給艦）
    - アメティスト  (S605) 攻撃型原子力潜水艦[14][15]
- ギリシャ海軍
  - リムノス (F-451) （エリ級フリゲート）[16]
- イタリア海軍[17]
  - 航空母艦 ジュゼッペ・ガリバルディ  （以下搭載機）[18]
    - AV-8B+ ハリアー II プラス 垂直/短距離離着陸 攻撃機 8機
    - EH101 ASW 対潜哨戒ヘリコプター 4機
    - AB 212ASW 対潜哨戒ヘリコプター 2機
    - サンマルコ両用戦連隊（海兵隊）からの接舷戦チーム

  - リベッチオ (F572) （マエストラーレ級フリゲート）
  - エトナ (A5326) （エトナ級補給艦）
  - コマンダンテ・ベティッカ (P492) （コマンダンテ級哨戒艇）
- オランダ海軍
  - ハールレム (M853) （トリパルタイト（アルクマール）級機雷掃討艇(en)）[19][20]
- ルーマニア海軍
  - レジェーレ・フェルディナンド (F221) (en) （22型フリゲート（コーンウォール級））[21]
- スペイン軍
  - スペイン海軍
    -  メンデス・ヌニェス (F104) （アルバロ・デ・バサン級フリゲート）[22]
    - トラモンターナ (S74) （アゴスタ級潜水艦）[23]
- トルコ海軍[24]
  - ギレスン (F491) （G級フリゲート (G class frigate)）
  - ゲムリク (F-492) （G級フリゲート）
  - ユルドゥルム (F243) （ヤウズ級フリゲート）
  - ユルドゥライ (S350) （209型潜水艦）
  - アカル (Akar) （補給艦）
- イギリス海軍
  - カンバーランド (F85) （22型フリゲート（コーンウォール級）[25][26] （エラミー作戦から転属し、4月2日にリヴァプール (D92)と交替している[27]）
    - リンクス Mk.8 ヘリコプター 1機
    - イギリス海兵隊 乗船部隊[要出典]

  - ブロックレスビー (M33) （ハント級掃海艇）[28]
- アメリカ合衆国海軍
  - フリゲート艦 1隻[29]

### 空軍部隊
- ベルギー軍
  - ベルギー航空構成部隊
    - F-16AM 15MLU ファルコン 多用途戦闘機 6機 作戦基地はアラクソス空港（ギリシャ）
- カナダ統合軍
  - カナダ統合軍航空軍
    - CF-18 ホーネット 多用途戦闘機 6機
    - CC-177 グローブマスター 長距離輸送機 2機
    - CC-130J ハーキュリーズ 戦術輸送機 2機
    - CC-150 ポラリス 空中給油機 2機
    - CP-140 オーロラ 対潜哨戒機 2機[30]

  - カナダ統合軍特殊作戦軍
    - 統合タスクフォース2[31]
- デンマーク国防軍[32]
  - デンマーク空軍
    - F-16AM 15MLU ファルコン 多用途戦闘機 6機はシニョネッラ海軍航空基地（イタリア）
    - C-130J-30 戦術輸送機 1機
- フランス軍
  - フランス空軍 （ アルマッタン作戦から転属）[11])
    - ラファール 多用途戦闘機 8機
    - ミラージュ 2000-5 多用途戦闘機6機
    - ミラージュ 2000D 戦闘爆撃機 6機
    - ミラージュ F1CR 偵察機 2機
    - C-135 空中給油機 6機
    - E-3F AWACS 1機
    - C-160G SIGINT 電子情報収集機 1機
    - 空挺コマンド部隊の第20及び第30中隊がコルシカのソレンツァラ空軍基地へ配置された[33]。
- ギリシャ軍
  - ギリシャ空軍
    - F-16 多用途戦闘機 4機
    - エンブラエル R-99 早期警戒管制機 1機
- イタリア軍
  - イタリア空軍[34]
    - トーネード ECR 電子戦機（SEAD機） 4機 作戦基地はトラーパニ＝ビルジ空港
    - ユーロファイター タイフーン 多用途戦闘機 4機 作戦基地はトラーパニ＝ビルジ空港
- - E-3 早期警戒管制機 (AWACS)[35]
- オランダ軍
  - オランダ空軍[36]
    - F-16AM 15MLU ファルコン 多用途戦闘機 [37] 6機デチモマンヌ航空基地（イタリア）
    - KDC10 空中給油機兼輸送機 1機
- ノルウェー軍
  - ノルウェー空軍
    - F-16AM 15MLU ファルコン 多用途戦闘機 6機 スーダ空軍基地（クレタ島）[38]
    - C-130J-30 戦術輸送機 2機ノルウェー軍の輸送支援目的[39] .
- カタール軍
  - カタール空軍[40]
    - ミラージュ 2000-5EDA 戦闘機 6機 スーダ空軍基地 （クレタ島）
    - C-130J-30 戦術輸送機 1機
- スペイン軍
  - スペイン空軍[41]
    - EF-18AM ホーネット 多用途戦闘機 4機 デチモマンヌ航空基地（イタリア）
    - ボーイング 707-331B(KC) 空中給油機 1機
    - CN-235 海洋哨戒機 1機[42]
- スウェーデン軍[43][44]
  - スウェーデン空軍
    - サーブ 39 グリペン 8機（うち予備機2機）シニョネッラ海軍航空基地（イタリア）
    - ロッキード Tp-84T (C-130 ハーキュリーズ) 空中給油機 1機
    - サーブ 340 早期警戒管制機 1機（配備予定となっているが、未配備）
- アラブ首長国連邦軍[45]
  - アラブ首長国連邦空軍
    - F-16E/F Block 60 ファルコン 多用途戦闘機 6機 デチモマンヌ航空基地（イタリア）
    - ミラージュ 2000 戦闘機 6機 デチモマンヌ航空基地（イタリア）
- イギリス空軍
  -     - トーネード GR4A 攻撃/戦闘機 14機
    - タイフーン 多用途戦闘機 10機
    - ビッカース VC-10 空中給油機 2機

## 作戦行動の概要

### 2011年3月31日
06:00(GMT)にNATOはリビアにおけるすべての作戦指揮権を執ることとなった。NATOの最初の作戦司令によりフランス軍機がコルシカのソレンツァラ空軍基地から発進した。その内容は、ミラージュ F1CR 偵察機の支援を受け、スルトとミスラタ近郊へのラファールとミラージュ2000Dによる航空阻止攻撃だった。その日の遅くに、フランス軍のミラージュ 2000-5 戦闘機は飛行禁止措置のためクレタ島のスーダ空軍基地を発進した。